# Alfa Romeo Brera

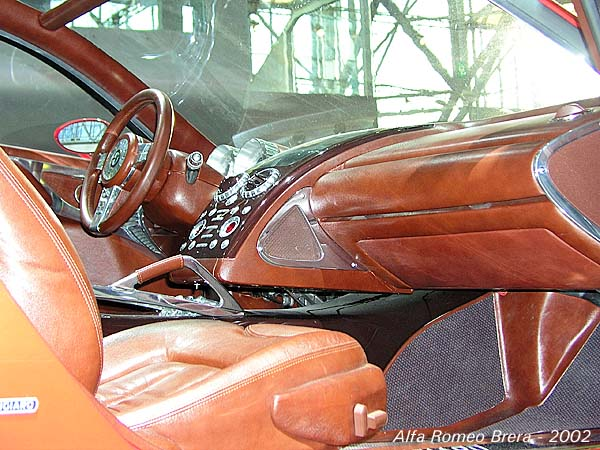
Dashboard van de Brera conceptwagen uit 2002.

De Alfa Romeo Brera is een sportwagen van het Italiaanse automerk Alfa Romeo, verkrijgbaar sinds 2005 als opvolger van de GTV. De Brera is te verkrijgen als een 2+2 GT Coupé of in cabriolet vorm als de nieuwste Alfa Romeo Spider.

## Concept

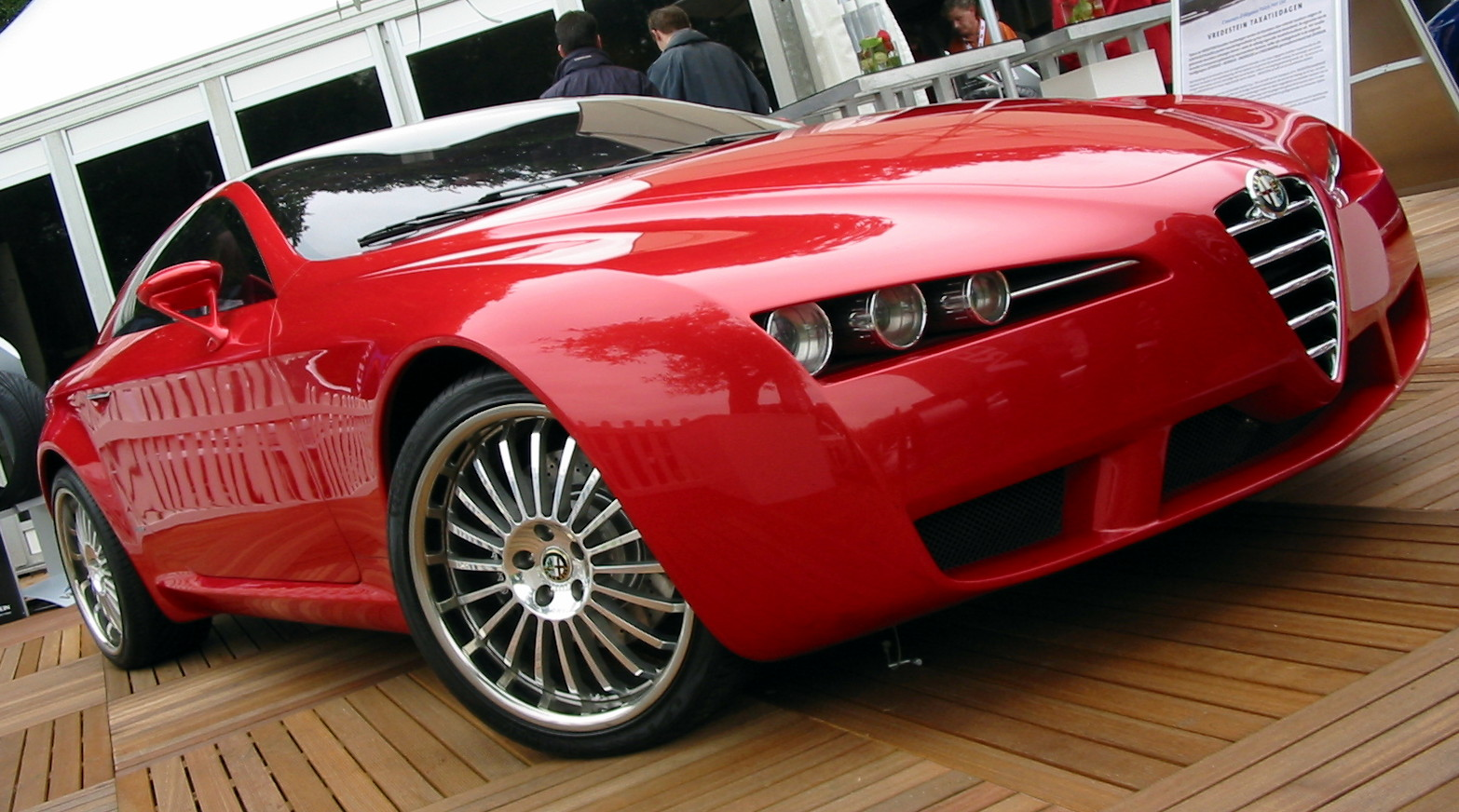
De Brera conceptcar

De Brera was voor het eerst te zien als conceptauto op de Autosalon van Genève in 2002. De wagen was ontworpen door Giorgetto Giugiaro en beschikte over een 4,2 L 90° V8 motor van 400 pk. Het onderstel en de motor waren gebaseerd op de Spyder van zusterbedrijf Maserati. Alfa Romeo kaapte hiermee de prijs "Best of Show" weg op het autosalon van Genève.

## Productie
Omdat het ontwerp te mooi was om niet verder te gebruiken, besloot Alfa Romeo om de Brera om te vormen tot een productiewagen. In 2005 werd hij op het autosalon van Genève voorgesteld. De wagen was iets verkleind, maar zag er nog altijd ongeveer hetzelfde uit. Het concept was 4,41 m lang, 1,83 m breed en 1,37 m hoog. Bij de productiemodel waren die maten 4,39, 1,89 en 1,29 m. De Brera gebruikte nu het onderstel dat in samenwerking met General Motors ontworpen was voor de Alfa Romeo 159. Deze productieversie wordt geleverd met drie soorten motoren: een 2.2 L JTS benzine van 185 pk, een 3.2 L JTS benzine van 260 pk en een 2.4 L JTDM diesel van 200 pk. Allen zijn ze te leveren met een mechanische zesversnellingsbak of een automaat. De 2.2 benzine en de diesel versie worden volledig aangedreven op de voorwielen, de 3.2 benzine beschikt met het Q4 systeem over een vierwielaandrijving. Omdat veel Alfaliefhebbers de combinatie van het relatief hoge gewicht van de auto en het iets te geringe vermogen niet konden waarderen werd in 2008 besloten de auto te herzien. Dit leverde een gewichtbesparing op voor de 3.2 van 100 kg en de overige versies 50 kg. Ook werd er een 1750 cc uitvoering met turbo en een vermogen van 200 pk genaamd TBI geïntroduceerd.
Ook met het productiemodel werden prijzen gewonnen voor het mooie design van de wagen. Op 16 januari 2006 won de Brera de prestigieuze Europese Prijs voor automobieldesign. Even later werd de Brera tot "Mooiste Wagen van het Jaar" verkozen op het Festival Automobile International in Parijs.
De eerste auto’s in Nederland waren een blauwe 2.2 JTS met kenteken 11-SJ-XJ, een zilveren 3.2 JTS met kenteken 15-SJ-XJ, een zwarte 2.2 JTS met rood met beige interieur 16-SJ-XJ, en een zwarte 3.2 JTS, 17-SJ-XJ. Vrij kort erna kwamen toen ook de Spiders naar Nederland, de eerste waren een 2.2 JTS en een 3.2 JTS met kentekens 19- en 20-TL-JG.

## Spider
Op het autosalon van Genève 2006 ging de nieuwste Alfa Spider in première. Gebaseerd op de Brera vervangt hij de Spider versie van de GTV. De Spider is een tweezitter en is beschikbaar in een 2.2 liter, een 3.2 liter benzine versie en een 2.4 liter diesel versie. Ook hier werd vanaf 2009 net als bij de Brera een 1750 TBi geleverd.  

## Trivia
De auto dankt haar naam aan de kunstenaarswijk Brera die grenst aan het centrum van Milaan.